# Katia Iacuzzo
Katia Iacuzzo (* 3. August 1975) ist eine ehemalige italienische Gewichtheberin.

## Karriere
Iacuzzo belegte bei den Weltmeisterschaften 1992 den elften Platz in der Klasse bis 67,5 kg. Bei den Europameisterschaften 1994 wurde sie Siebte in der Klasse bis 64 kg. 1995 wurde sie bei den Europameisterschaften Achte und bei den Weltmeisterschaften Elfte. Bei den Europameisterschaften 1996 erreichte sie den vierten Platz und bei den Weltmeisterschaften 1996 wurde sie erneut Elfte.
1997 war Iacuzzo bei den Europameisterschaften Vierte im Zweikampf und gewann im Reißen die Silbermedaille. Bei den Weltmeisterschaften 1998 erreichte sie den achten Platz. 1999 wurde sie bei den Europameisterschaften Sechste. Bei den Europameisterschaften 2000 wurde sie Fünfte im Stoßen, im Reißen hatte sie allerdings keinen gültigen Versuch. 2004 wurde sie wegen eines Verstoßes gegen die Dopingbestimmungen für 15 Monate gesperrt.